# 人造意識獲獎與提名列表
《人造意識》是由亚力克斯·嘉兰編導的2015年英國科幻片，為其導演首作。電影劇情描述一名工程師（多姆納爾·格里森飾演）被大老闆（奧斯卡·伊薩克飾演）邀請到秘密實驗室，觀看最新開發的女性人工智慧機器人（艾莉西亞·薇坎德飾演），並協助做圖靈測試。
該片於2015年1月21日起在英國院線上映，4月10日在美國上片。本片以1,500萬美元的成本，在全球獲得3,686萬美元以上的票房。評論匯總網站爛番茄收集283篇影評，算出新鮮度為92%，而Metacritic則根據42篇權威影評人的評論，予以「好評居多」的綜合評分。
本列表列出62個獎或影展給予本片的135個獎項提名。該片在第88屆奧斯卡金像獎頒獎典禮上入圍最佳原創劇本和最佳視覺效果，最終拿下後者。飾演人工智慧的薇坎德入圍英国电影学院奖、土星獎、帝國獎和金球獎等重要獎項。電影本身入圍雨果獎最佳長篇戲劇表現。

## 榮譽
註：按字母順序排序。
| 獎名/影展名                             | 頒獎日期              | 獎項                                    | 入圍者                                                                     | 結果   | 來源                            |
| --------------------------------------- | --------------------- | --------------------------------------- | -------------------------------------------------------------------------- | ------ | ------------------------------- |
| 奧斯卡金像獎                            | 2016年2月28日         | 最佳原創劇本                            | 亚力克斯·嘉兰                                                              | 提名   | [ 7 ]                           |
| 奧斯卡金像獎                            | 2016年2月28日         | 最佳視覺效果                            | 安德魯·懷特赫斯特、保羅·諾里斯、馬克·阿爾丁頓與莎拉·貝內特                 | 獲獎   | [ 7 ]                           |
| 英国电影学院奖                          | 2016年2月14日         | 最佳女配角                              | 艾莉西亞·薇坎德                                                            | 提名   | [ 8 ]                           |
| 英国电影学院奖                          | 2016年2月14日         | 最佳原創劇本                            | 亚力克斯·嘉兰                                                              | 提名   | [ 8 ]                           |
| 英国电影学院奖                          | 2016年2月14日         | 最佳視覺效果                            | 馬克·阿爾丁頓、莎拉·貝內特、保羅·諾里斯與安德魯·懷特赫斯特                 | 提名   | [ 8 ]                           |
| 英国电影学院奖                          | 2016年2月14日         | 最佳英國電影                            | 《人造意識》                                                               | 提名   | [ 8 ]                           |
| 英国电影学院奖                          | 2016年2月14日         | 最佳英國編導或監製處女作                | 《人造意識》，亚力克斯·嘉兰                                                | 提名   | [ 8 ]                           |
| 澳大利亞影視藝術學院獎                  | 2015年12月9日         | 最佳劇本                                | 亚力克斯·嘉兰                                                              | 提名   | [ 9 ]                           |
| 土星獎                                  | 2016年6月22日         | 最佳科幻電影                            | 《人造意識》                                                               | 提名   | [ 10 ] [ 11 ]                   |
| 土星獎                                  | 2016年6月22日         | 最佳導演                                | 亚力克斯·嘉兰                                                              | 提名   | [ 10 ] [ 11 ]                   |
| 土星獎                                  | 2016年6月22日         | 最佳劇本                                | 亚力克斯·嘉兰                                                              | 提名   | [ 10 ] [ 11 ]                   |
| 土星獎                                  | 2016年6月22日         | 最佳電影男主角                          | 多姆納爾·格里森                                                            | 提名   | [ 10 ] [ 11 ]                   |
| 土星獎                                  | 2016年6月22日         | 最佳電影女配角                          | 艾莉西亞·薇坎德                                                            | 提名   | [ 10 ] [ 11 ]                   |
| 土星獎                                  | 2016年6月22日         | 最佳視覺效果                            | 安德魯·懷特赫斯特、保羅·諾里斯、馬克·阿爾丁頓與莎拉·貝內特                 | 提名   | [ 10 ] [ 11 ]                   |
| EDA獎                                   | 2016年1月12日         | 最佳原創劇本                            | 亚力克斯·嘉兰                                                              | 提名   | [ 12 ] [ 13 ] [ 14 ] [ 15 ]     |
| EDA獎                                   | 2016年1月12日         | 最佳女配角                              | 艾莉西亞·薇坎德                                                            | 提名   | [ 12 ] [ 13 ] [ 14 ] [ 15 ]     |
| EDA獎                                   | 2016年1月12日         | 最佳突破演出                            | 艾莉西亞·薇坎德                                                            | 獲獎   | [ 12 ] [ 13 ] [ 14 ] [ 15 ]     |
| 幻想影展                                | 2015年4月             | 銀尖叫獎（觀眾票選獎）                  | 《人造意識》                                                               | 獲獎   | [ 16 ] [ 17 ]                   |
| 藝術指導工會獎                          | 2016年1月31日         | 最佳現代電影美術指導                    | 馬克·迪格比（Mark Digby）                                                  | 提名   | [ 18 ]                          |
| 美国作曲家、作家和发行商协会（ASCAP）獎 | 2016年10月10日        | ASCAP頂尖電影音樂獎                     | 班·索爾茲伯里與傑夫·巴洛                                                   | 獲獎   | [ 19 ]                          |
| 奥斯汀影评人协会獎                      | 2015年12月29日        | 最佳電影                                | 《人造意識》                                                               | 第六名 | [ 20 ] [ 21 ]                   |
| 奥斯汀影评人协会獎                      | 2015年12月29日        | 最佳男配角                              | 多姆納爾·格里森                                                            | 提名   | [ 20 ] [ 21 ]                   |
| 奥斯汀影评人协会獎                      | 2015年12月29日        | 最佳女配角                              | 艾莉西亞·薇坎德                                                            | 獲獎   | [ 20 ] [ 21 ]                   |
| 奥斯汀影评人协会獎                      | 2015年12月29日        | 最佳原創劇本                            | 亚力克斯·嘉兰                                                              | 提名   | [ 20 ] [ 21 ]                   |
| 奥斯汀影评人协会獎                      | 2015年12月29日        | 最佳導演處女作                          | 《人造意識》，亚力克斯·嘉兰                                                | 獲獎   | [ 20 ] [ 21 ]                   |
| 奥斯汀影评人协会獎                      | 2015年12月29日        | 大有突破的藝術家（Bobby McCurdy紀念獎） | 艾莉西亞·薇坎德                                                            | 提名   | [ 20 ] [ 21 ]                   |
| 波迪獎                                  | 2017年3月4日          | 最佳非美國電影                          | 《人造意識》                                                               | 提名   | [ 22 ] [ 23 ]                   |
| 波士頓影評人協會獎                      | 2015年12月6日         | 最佳新人電影製作人                      | 亚力克斯·嘉兰                                                              | 亚军   | [ 24 ]                          |
| 英国独立电影奖                          | 2015年11月3日         | 最佳英國獨立電影                        | 《人造意識》                                                               | 獲獎   | [ 25 ]                          |
| 英国独立电影奖                          | 2015年11月3日         | 最佳導演                                | 亚力克斯·嘉兰                                                              | 獲獎   | [ 25 ]                          |
| 英国独立电影奖                          | 2015年11月3日         | 最佳劇本                                | 亚力克斯·嘉兰                                                              | 獲獎   | [ 25 ]                          |
| 英国独立电影奖                          | 2015年11月3日         | 最佳技術成就                            | 安德魯·懷特赫斯特（視覺效果）                                              | 獲獎   | [ 25 ]                          |
| 英国独立电影奖                          | 2015年11月3日         | 最佳技術成就                            | 馬克·迪格比（美術指導）                                                    | 提名   | [ 25 ]                          |
| 倫敦編劇獎                              | 2015年10月            | 最佳英國長片劇本                        | 亚力克斯·嘉兰                                                              | 提名   | [ 26 ]                          |
| 英國電影攝影師學會獎                    | —                     | 最佳院線長片攝影                        | 羅伯·哈迪                                                                  | 提名   | [ 27 ]                          |
| 評論家選擇協會獎                        | 2016年1月17日         | 最佳原創劇本                            | 亚力克斯·嘉兰                                                              | 提名   | [ 28 ] [ 29 ]                   |
| 評論家選擇協會獎                        | 2016年1月17日         | 最佳科幻/恐怖電影                       | 亚力克斯·嘉兰                                                              | 獲獎   | [ 28 ] [ 29 ]                   |
| 評論家選擇協會獎                        | 2016年1月17日         | 最佳視覺效果                            | 《人造意識》                                                               | 提名   | [ 28 ] [ 29 ]                   |
| 卡加利地下影展                          | 2015年4月             | 觀眾獎最佳敘事                          | 《人造意識》                                                               | 獲獎   | [ 31 ]                          |
| 芝加哥影评人协会獎                      | 2015年12月16日        | 最佳原創劇本                            | 亚力克斯·嘉兰                                                              | 提名   | [ 32 ]                          |
| 芝加哥影评人协会獎                      | 2015年12月16日        | 最有前途的電影製作人                    | 亚力克斯·嘉兰                                                              | 獲獎   | [ 32 ]                          |
| 金鷹獎                                  | 2016年4月29日         | 最佳敘事性質真人長片                    | 《人造意識》                                                               | 獲獎   | [ 33 ]                          |
| 服裝設計師工會獎                        | 2016年1月7日          | 最佳奇幻片服裝設計                      | 薩米·謝爾登·迪佛（Sammy Sheldon Differ）                                   | 提名   | [ 34 ]                          |
| 达拉斯—沃斯堡影评人协会獎               | 2015年12月14日        | 最佳女配角                              | 艾莉西亞·薇坎德                                                            | 亚军   | [ 35 ]                          |
| 底特律影评人协会獎                      | 2015年12月14日        | 最佳男配角                              | 奥斯卡·伊萨克                                                              | 提名   | [ 36 ] [ 37 ]                   |
| 底特律影评人协会獎                      | 2015年12月14日        | 最佳女配角                              | 艾莉西亞·薇坎德                                                            | 提名   | [ 36 ] [ 37 ]                   |
| 底特律影评人协会獎                      | 2015年12月14日        | 最佳突破                                | 艾莉西亞·薇坎德                                                            | 獲獎   | [ 36 ] [ 37 ]                   |
| 美国导演工会奖                          | 2016年2月6日          | 最佳長片處女作                          | 《人造意識》，亚力克斯·嘉兰                                                | 獲獎   | [ 38 ]                          |
| 都柏林影評人協會獎                      | 2015年12月            | 最佳影片                                | 《人造意識》                                                               | 第五名 | [ 39 ] [ 40 ]                   |
| 帝國獎                                  | 2015年3月29日         | 最佳女主角                              | 艾莉西亞·薇坎德                                                            | 提名   | [ 41 ]                          |
| 歐洲電影獎                              | 2015年12月12日        | 最佳編劇                                | 亚力克斯·嘉兰                                                              | 提名   | [ 42 ] [ 43 ]                   |
| 歐洲電影獎                              | 2015年12月12日        | 最佳女主角                              | 艾莉西亞·薇坎德                                                            | 獲獎   | [ 42 ] [ 43 ]                   |
| 標準晚報英國電影獎                      | 2016年2月7日          | 技術成就獎                              | 馬克·迪格比                                                                | 獲獎   | [ 44 ]                          |
| 佛罗里达影评人协会獎                    | 2015年12月23日        | 最佳男配角                              | 奥斯卡·伊萨克                                                              | 獲獎   | [ 45 ] [ 46 ]                   |
| 佛罗里达影评人协会獎                    | 2015年12月23日        | 最佳女配角                              | 艾莉西亞·薇坎德                                                            | 提名   | [ 45 ] [ 46 ]                   |
| 佛罗里达影评人协会獎                    | 2015年12月23日        | 最佳原創劇本                            | 亚力克斯·嘉兰                                                              | 獲獎   | [ 45 ] [ 46 ]                   |
| 佛罗里达影评人协会獎                    | 2015年12月23日        | 最佳視覺效果                            | 《人造意識》                                                               | 提名   | [ 45 ] [ 46 ]                   |
| 佛罗里达影评人协会獎                    | 2015年12月23日        | FCC突破獎                               | 艾莉西亞·薇坎德                                                            | 提名   | [ 45 ] [ 46 ]                   |
| 道林獎                                  | 2016年1月19日         | 年度被埋沒的優秀電影                    | 《人造意識》                                                               | 提名   | [ 47 ] [ 48 ] [ 49 ]            |
| 乔治亚影评人协会獎                      | 2016年1月8日          | 最佳影片                                | 《人造意識》                                                               | 提名   | [ 50 ] [ 51 ]                   |
| 乔治亚影评人协会獎                      | 2016年1月8日          | 最佳女配角                              | 艾莉西亞·薇坎德                                                            | 獲獎   | [ 50 ] [ 51 ]                   |
| 乔治亚影评人协会獎                      | 2016年1月8日          | 最佳原創劇本                            | 亚力克斯·嘉兰                                                              | 提名   | [ 50 ] [ 51 ]                   |
| 乔治亚影评人协会獎                      | 2016年1月8日          | 最佳美術指導                            | 馬克·迪格比、卡崔娜·麥凱（Katrina Mackay）與丹尼斯·施內格（Denis Schnegg） | 提名   | [ 50 ] [ 51 ]                   |
| 乔治亚影评人协会獎                      | 2016年1月8日          | 突破獎                                  | 亚力克斯·嘉兰                                                              | 提名   | [ 50 ] [ 51 ]                   |
| 乔治亚影评人协会獎                      | 2016年1月8日          | 突破獎                                  | 艾莉西亞·薇坎德                                                            | 獲獎   | [ 50 ] [ 51 ]                   |
| 金球獎                                  | 2016年1月10日         | 最佳電影女配角                          | 艾莉西亞·薇坎德                                                            | 提名   | [ 52 ]                          |
| 金預告獎                                | 2016年5月6日          | 最佳預告                                | "Human"                                                                    | 提名   | [ 54 ]                          |
| 金預告獎                                | 2016年5月6日          | 最佳外國驚悚片預告                      | "Human"                                                                    | 獲獎   | [ 54 ]                          |
| 金預告獎                                | 2016年5月6日          | 最佳外國電視版預告                      | "Spritz"                                                                   | 獲獎   | [ 54 ]                          |
| 戈波獎                                  | 2016年3月28日         | 最佳歐洲電影                            | 《人造意識》                                                               | 提名   | [ 56 ] [ 57 ]                   |
| 熱拉梅國際影展                          | 2015年1月28日－2月1日 | 評審團獎                                | 《人造意識》                                                               | 獲獎   | [ 58 ]                          |
| 化妝師與髮型設計師公會獎                | 2016年2月20日         | 長片組最佳當代髮型設計                  | 尚恩·葛利格（Sian Grigg）與夏洛特·羅傑斯（Charlotte Rogers）               | 提名   | [ 59 ] [ 60 ]                   |
| 化妝師與髮型設計師公會獎                | 2016年2月20日         | 長片組最佳特效化妝                      | 尚恩·葛利格、夏洛特·羅傑斯與崔斯坦·法斯勞斯（Tristan Versluis）            | 提名   | [ 59 ] [ 60 ]                   |
| 休斯顿影评人协会獎                      | 2016年1月9日          | 最佳影片                                | 《人造意識》                                                               | 提名   | [ 61 ] [ 62 ]                   |
| 休斯顿影评人协会獎                      | 2016年1月9日          | 最佳女配角                              | 艾莉西亞·薇坎德                                                            | 提名   | [ 61 ] [ 62 ]                   |
| 休斯顿影评人协会獎                      | 2016年1月9日          | 最佳海報                                | 《人造意識》                                                               | 提名   | [ 61 ] [ 62 ]                   |
| 雨果奖                                  | 2016年8月20日         | 最佳長篇戲劇表現                        | 《人造意識》                                                               | 提名   | [ 63 ]                          |
| IndieWire影評人投票獎                   | 2015年12月14日        | 最佳女配角                              | 艾莉西亞·薇坎德                                                            | 亚军   | [ 64 ] [ 65 ]                   |
| IndieWire影評人投票獎                   | 2015年12月14日        | 最佳男配角                              | 奧斯卡·伊薩克                                                              | 第三名 | [ 64 ] [ 65 ]                   |
| IndieWire影評人投票獎                   | 2015年12月14日        | 最佳長片處女作                          | 亚力克斯·嘉兰                                                              | 第三名 | [ 64 ] [ 65 ]                   |
| IndieWire影評人投票獎                   | 2015年12月14日        | 最佳劇本                                | 亚力克斯·嘉兰                                                              | 第七名 | [ 64 ] [ 65 ]                   |
| 國際電影愛好者協會獎                    | 2016年2月21日         | 最佳男配角                              | 奥斯卡·伊萨克                                                              | 獲獎   | [ 66 ] [ 67 ]                   |
| 在线影评人协会獎                        | 2015年12月14日        | 最佳影片                                | 《人造意識》                                                               | 提名   | [ 68 ]                          |
| 在线影评人协会獎                        | 2015年12月14日        | 最佳男配角                              | 奥斯卡·伊萨克                                                              | 獲獎   | [ 68 ]                          |
| 在线影评人协会獎                        | 2015年12月14日        | 最佳原創劇本                            | 亚力克斯·嘉兰                                                              | 提名   | [ 68 ]                          |
| 愛爾蘭影劇獎                            | 2016年4月9日          | 最佳長片男主角                          | 多姆納爾·格里森                                                            | 提名   | [ 69 ]                          |
| 愛爾蘭影劇獎                            | 2016年4月9日          | 最佳國際電影                            | 《人造意識》                                                               | 提名   | [ 69 ]                          |
| 艾弗·诺韦洛奖                           | 2016年5月19日         | 最佳原創電影配樂                        | 傑夫·巴洛與班·索爾茲伯里                                                   | 獲獎   | [ 70 ] [ 71 ]                   |
| 伦敦影评人协会獎                        | 2016年1月17日         | 年度最佳男配角                          | 奥斯卡·伊萨克                                                              | 提名   | [ 72 ] [ 73 ] [ 74 ]            |
| 伦敦影评人协会獎                        | 2016年1月17日         | 年度最佳女配角                          | 艾莉西亞·薇坎德                                                            | 提名   | [ 72 ] [ 73 ] [ 74 ]            |
| 伦敦影评人协会獎                        | 2016年1月17日         | 大有突破的英國/愛爾蘭電影製作人         | 亚力克斯·嘉兰                                                              | 提名   | [ 72 ] [ 73 ] [ 74 ]            |
| 伦敦影评人协会獎                        | 2016年1月17日         | 技術成就獎                              | 安德魯·懷特赫斯特（視覺效果）                                              | 提名   | [ 72 ] [ 73 ] [ 74 ]            |
| 洛杉磯影評人協會獎                      | 2015年12月6日         | 最佳女配角                              | 艾莉西亞·薇坎德                                                            | 獲獎   | [ 75 ] [ 76 ]                   |
| MTV影視大獎                             | 2016年4月9日          | 最佳女性演員                            | 艾莉西亞·薇坎德                                                            | 提名   | [ 77 ]                          |
| 國家評論協會獎                          | 2015年12月            | 十大獨立電影                            | 《人造意識》                                                               | 獲獎   | [ 78 ]                          |
| 英國國家電影獎                          | 2016年4月1日          | 最佳國際電影                            | 《人造意識》                                                               | 提名   | [ 79 ] [ 80 ]                   |
| 英國國家電影獎                          | 2016年4月1日          | 最佳劇本                                | 《人造意識》                                                               | 提名   | [ 79 ] [ 80 ]                   |
| 英國國家電影獎                          | 2016年4月1日          | 最佳突破演出                            | 多姆納爾·格里森                                                            | 提名   | [ 79 ] [ 80 ]                   |
| 英國國家電影獎                          | 2016年4月1日          | 最佳突破演出                            | 艾莉西亞·薇坎德                                                            | 提名   | [ 79 ] [ 80 ]                   |
| 英國國家電影獎                          | 2016年4月1日          | 最佳新人                                | 水野索諾亞                                                                 | 提名   | [ 79 ] [ 80 ]                   |
| 國家影評人協會獎                        | 2016年1月3日          | 最佳女配角                              | 艾莉西亞·薇坎德                                                            | 提名   | [ 81 ]                          |
| 纽约在线影评人协会獎                    | 2015年12月7日         | 最佳新人導演                            | 亚力克斯·嘉兰，《人造意識》                                                | 獲獎   | [ 82 ] [ 83 ]                   |
| 纽约在线影评人协会獎                    | 2015年12月7日         | 最佳突破演出                            | 艾莉西亞·薇坎德                                                            | 獲獎   | [ 82 ] [ 83 ]                   |
| 棕榈泉国际电影节                        | 2016年1月4日          | 《綜藝雜誌》「十位必看導演」            | 亚力克斯·嘉兰，《人造意識》                                                | 獲獎   | [ 84 ] [ 85 ]                   |
| 美國製片人工會獎                        | 2016年1月23日         | 最佳院線電影製片人                      | 安德魯·麥當勞與阿隆·萊克（Allon Reich）                                    | 提名   | [ 86 ]                          |
| 蘭道·哈頓經典恐怖獎                     | 2016年2月17日         | 年度最佳電影                            | 《人造意識》                                                               | 榮譽獎 | [ 87 ]                          |
| 聖地牙哥影評人協會獎                    | 2015年12月14日        | 最佳影片                                | 《人造意識》                                                               | 亚军   | [ 88 ] [ 89 ]                   |
| 聖地牙哥影評人協會獎                    | 2015年12月14日        | 最佳女主角                              | 艾莉西亞·薇坎德                                                            | 提名   | [ 88 ] [ 89 ]                   |
| 聖地牙哥影評人協會獎                    | 2015年12月14日        | 最佳男配角                              | 奥斯卡·伊萨克                                                              | 亚军   | [ 88 ] [ 89 ]                   |
| 聖地牙哥影評人協會獎                    | 2015年12月14日        | 最佳原創劇本                            | 亚力克斯·嘉兰                                                              | 提名   | [ 88 ] [ 89 ]                   |
| 聖地牙哥影評人協會獎                    | 2015年12月14日        | 最佳美術指導                            | 馬克·迪格比                                                                | 提名   | [ 88 ] [ 89 ]                   |
| 聖地牙哥影評人協會獎                    | 2015年12月14日        | 最佳音效設計                            | 《人造意識》                                                               | 提名   | [ 88 ] [ 89 ]                   |
| 聖地牙哥影評人協會獎                    | 2015年12月14日        | 最佳視覺效果                            | 《人造意識》                                                               | 提名   | [ 88 ] [ 89 ]                   |
| 聖地牙哥影評人協會獎                    | 2015年12月14日        | 大有突破的藝術家                        | 艾莉西亞·薇坎德                                                            | 亚军   | [ 88 ] [ 89 ]                   |
| 聖地牙哥影評人協會獎                    | 2015年12月14日        | 最佳一連串作品（Body of Work）          | 艾莉西亞·薇坎德                                                            | 獲獎   | [ 88 ] [ 89 ]                   |
| 旧金山影评人协会獎                      | 2015年12月13日        | 最佳女配角                              | 艾莉西亞·薇坎德                                                            | 提名   | [ 90 ]                          |
| 旧金山影评人协会獎                      | 2015年12月13日        | 最佳原創劇本                            | 亚力克斯·嘉兰                                                              | 提名   | [ 90 ]                          |
| 聖芭芭拉國際影展                        | 2016年2月3日          | 精湛獎（第二梯次）                      | 艾莉西亞·薇坎德                                                            | 獲獎   | [ 91 ]                          |
| 雷·布雷德伯里奖                         | 2016年5月14日         | 不適用                                  | 《人造意識》                                                               | 提名   | [ 92 ]                          |
| 圣路易斯影评人协会獎                    | 2015年12月21日        | 最佳女配角                              | 艾莉西亞·薇坎德                                                            | 獲獎   | [ 93 ]                          |
| 圣路易斯影评人协会獎                    | 2015年12月21日        | 最佳原創劇本                            | 亚力克斯·嘉兰                                                              | 提名   | [ 93 ]                          |
| 圣路易斯影评人协会獎                    | 2015年12月21日        | 最佳視覺效果                            | 《人造意識》                                                               | 提名   | [ 93 ]                          |
| 多伦多影评人协会獎                      | 2015年12月14日        | 最佳女配角                              | 艾莉西亞·薇坎德                                                            | 獲獎   | [ 95 ]                          |
| 多伦多影评人协会獎                      | 2015年12月14日        | 最佳電影處女作                          | 《人造意識》                                                               | 獲獎   | [ 95 ]                          |
| 温哥华影评人协会獎                      | 2016年1月7日          | 最佳女配角                              | 艾莉西亞·薇坎德                                                            | 獲獎   | [ 96 ] [ 97 ]                   |
| 鄉村之音電影票選獎                      | 2015年12月15日        | 最佳男配角                              | 奥斯卡·伊萨克                                                              | 第五名 |                                 |
| 鄉村之音電影票選獎                      | 2015年12月15日        | 最佳女配角                              | 艾莉西亞·薇坎德                                                            | 第四名 |                                 |
| 鄉村之音電影票選獎                      | 2015年12月15日        | 最佳劇本                                | 《人造意識》                                                               | 第五名 |                                 |
| 鄉村之音電影票選獎                      | 2015年12月15日        | 最佳長片處女作                          | 亚力克斯·嘉兰                                                              | 第四名 |                                 |
| 华盛顿特区影评人协会獎                  | 2015年12月7日         | 最佳導演                                | 亚力克斯·嘉兰                                                              | 提名   | [ 103 ]                         |
| 华盛顿特区影评人协会獎                  | 2015年12月7日         | 最佳女配角                              | 艾莉西亞·薇坎德                                                            | 獲獎   | [ 103 ]                         |
| 华盛顿特区影评人协会獎                  | 2015年12月7日         | 最佳原創劇本                            | 亚力克斯·嘉兰                                                              | 提名   | [ 103 ]                         |
| 世界电影原声学会獎                      | 2015年10月28日        | 公眾選擇獎                              | 班·索爾茲伯里與傑夫·巴洛                                                   | 提名   | [ 104 ] [ 105 ] [ 106 ] [ 107 ] |
| 世界电影原声学会獎                      | 2015年10月28日        | 年度最大發現                            | 班·索爾茲伯里與傑夫·巴洛                                                   | 提名   | [ 104 ] [ 105 ] [ 106 ] [ 107 ] |
| 大不列顛編劇公會獎                      | 2016年1月18日         | 最佳劇本                                | 亚力克斯·嘉兰                                                              | 提名   | [ 108 ] [ 109 ]                 |

## 備註
1. ↑  共同獲獎：《腦筋急轉彎》。
2. ↑  憑藉以下作品入圍：《人造意識》與《丹麦女孩》。
3. ↑  憑藉以下作品入圍：《人造意識》與《丹麦女孩》。
4. ↑  憑藉以下作品入圍：《天菜大廚》、《丹麦女孩》、《人造意識》、《紳士密令》與《青春誓言（英语：Testament of Youth (film)）》。
5. ↑  共同獲獎：《血色孤語》。
6. ↑  憑藉以下作品入圍：《人造意識》、《青春誓言（英语：Testament of Youth (film)）》與《丹麦女孩》。
7. ↑  共同獲獎：《神秘追随》、《絕地救援》與《侏罗纪世界》。
8. ↑  憑藉以下作品入圍：《丹麦女孩》與《人造意識》。
9. ↑  憑藉以下作品入圍：《丹麦女孩》、《人造意識》、《紳士密令》與《天菜大廚》。
10. ↑  憑藉以下作品入圍：《丹麦女孩》、《人造意識》、《紳士密令》與《天菜大廚》。
11. ↑  共同獲獎：小歐席亞·傑克森與Géza Röhrig（英语：Géza Röhrig）。
12. ↑  旨在肯定該年當中原本沒沒無聞，卻彷彿橫空出世般在影劇配樂領域繳出亮眼成績的人。

## 外部連結
- 網際網路電影資料庫（IMDb）上的《人造意識》獲獎與提名列表 （页面存档备份，存于）